# Microcyclops uviranus
Microcyclops uviranus is een eenoogkreeftjessoort uit de familie van de Cyclopidae. De wetenschappelijke naam van de soort is voor het eerst geldig gepubliceerd in 1958 door Kiefer.